# Begonia hispidivillosa
Begonia hispidivillosa là một loài thực vật có hoa trong họ Thu hải đường. Loài này được Ziesenh. mô tả khoa học đầu tiên năm 1950.